# Superpuchar Europy UEFA 1991
Mecz o Superpuchar Europy 1991 został rozegrany 19 listopada 1991 roku na Old Trafford w Manchesterze pomiędzy Crveną zvezdą, zwycięzcą Pucharu Europy Mistrzów Klubowych 1990/1991 oraz Manchesterem United, triumfatorem Pucharu Zdobywców Pucharów 1990/1991. Manchester United wygrał mecz 1:0, tym samym zdobywając Superpuchar Europy po raz pierwszy w historii klubu.

## Droga do meczu

### Manchester United
| Sezon   | Rozgrywki                 | Runda | Przeciwnik      | Dom     | Wyjazd  | Ogólnie |
| ------- | ------------------------- | ----- | --------------- | ------- | ------- | ------- |
| 1990/91 | Puchar Zdobywców Pucharów | 1R    | Pécsi Munkás    | 2–0     | 1–0     | 3–0     |
| 1990/91 | Puchar Zdobywców Pucharów | 2R    | Wrexham         | 3–0     | 2–0     | 5–0     |
| 1990/91 | Puchar Zdobywców Pucharów | 1/4   | Montpellier HSC | 1–1     | 2–0     | 3–1     |
| 1990/91 | Puchar Zdobywców Pucharów | 1/2   | Legia Warszawa  | 1–1     | 3–1     | 4–2     |
| 1990/91 | Puchar Zdobywców Pucharów | F     | FC Barcelona    | 2–1 (N) | 2–1 (N) | 2–1 (N) |

### FK Crvena zvezda
| Sezon   | Rozgrywki     | Runda | Przeciwnik         | Dom             | Wyjazd          | Ogólnie         |
| ------- | ------------- | ----- | ------------------ | --------------- | --------------- | --------------- |
| 1990/91 | Puchar Europy | 1R    | Grasshopper        | 1–1             | 4–1             | 5–2             |
| 1990/91 | Puchar Europy | 2R    | Rangers            | 3–0             | 1–1             | 4–1             |
| 1990/91 | Puchar Europy | 1/4   | Dynamo Drezno      | 3–0             | 3–0             | 6–0             |
| 1990/91 | Puchar Europy | 1/2   | Bayern Monachium   | 2–2             | 2–1             | 4–3             |
| 1990/91 | Puchar Europy | F     | Olympique Marsylia | 0–0 (N), k: 5–3 | 0–0 (N), k: 5–3 | 0–0 (N), k: 5–3 |

## Szczegóły meczu
Spotkanie finałowe odbyło się 19 listopada 1991 na Old Trafford w Manchesterze. Frekwencja na stadionie wyniosła 22 110 widzów. Mecz sędziował Mario van der Ende z Holandii. Mecz zakończył się zwycięstwem Manchesteru United 1:0 po bramce Briana McClaira w 67. minucie.
| 19 listopada 1991 | Manchester United · McClair 67' | 1:00:0Raport | FK Crvena zvezda | Old Trafford, Manchester Widzów: 22.110 Sędzia: Mario van der Ende |
|                   |                                 |              |                  |                                                                    |

| Manchester United | FK Crvena zvezda |

| MANCHESTER UNITED |    |                     |     |     |
|                   |    |                     |     |     |
| BR                | 1  | Peter Schmeichel    |     |     |
| OB                | 2  | Lee Martin          |     | 71' |
| OB                | 3  | Denis Irwin         |     |     |
| OB                | 4  | Steve Bruce (c)     |     |     |
| OB                | 6  | Gary Pallister      |     |     |
| PO                | 5  | Neil Webb           |     |     |
| PO                | 7  | Andriej Kanczelskis |     |     |
| PO                | 8  | Paul Ince           | 32' |     |
| PO                | 11 | Clayton Blackmore   | 89' |     |
| NA                | 9  | Brian McClair       |     |     |
| NA                | 10 | Mark Hughes         |     |     |
| Rezerwowi:        |    |                     |     |     |
| OB                | 12 | Mal Donaghy         |     |     |
| BR                | 13 | Gary Walsh          |     |     |
| PO                | 14 | Russell Beardsmore  |     |     |
| NA                | 15 | Mark Robins         |     |     |
| PO                | 16 | Ryan Giggs          |     | 71' |
| Trener:           |    |                     |     |     |
| Alex Ferguson     |    |                     |     |     |

| CRVENA ZVEZDA   |    |                     |    |     |
|                 |    |                     |    |     |
| BR              | 1  | Zvonko Milojević    |    |     |
| OB              | 2  | Duško Radinović     |    |     |
| OB              | 3  | Goran Vasilijević   |    |     |
| OB              | 4  | Miroslav Tanjga     |    |     |
| OB              | 5  | Miodrag Belodedici  | 2' |     |
| PO              | 6  | Ilija Najdoski      |    |     |
| PO              | 7  | Vlada Stošić        |    |     |
| PO              | 8  | Vladimir Jugović    |    |     |
| NA              | 9  | Darko Pančev        |    |     |
| NA              | 10 | Dejan Savićević (c) |    | 82' |
| NA              | 11 | Siniša Mihajlović   |    |     |
| Rezerwowi:      |    |                     |    |     |
| BR              | 12 | Dragoje Leković     |    |     |
| OB              | 13 | Saša Nedeljković    |    |     |
| NA              | 14 | Ilija Ivić          |    | 82' |
| NA              | 15 | Predrag Jovanović   |    |     |
| Trener:         |    |                     |    |     |
| Vladica Popović |    |                     |    |     |

| Superpuchar Europy (1991)        |
| -------------------------------- |
| Anglia                           |
| Manchester United Pierwszy Tytuł |